# 褶白蚶
褶白蚶（学名：Acar plicata），是魁蛤目魁蛤科小魁蛤属的一种。主要分布于越南、中国大陆，常栖息在潮间带至潮下带300米。
种名 plicata 意为“有褶皱的”。